# Йохан Крік
Йохан Крік (англ. Johan Kriek; нар. 5 квітня 1958) — колишній південноафриканський тенісист.
Найвищу одиночну позицію світового рейтингу — 7 місце досяг 10 вересня, 1984, парну — 12 місце — 15 серпня, 1988 року.
Здобув 14 одиночних та 8 парних титулів.
Перемагав на турнірах Великого шолома в одиночному розряді.
Завершив кар'єру 1994 року.

## Фінали турнірів Великого шолома

### Одиночний розряд: (2 перемоги)
| Результат | Рік  | Турнір                                 | Покриття | Суперник    | Рахунок                      |
| --------- | ---- | -------------------------------------- | -------- | ----------- | ---------------------------- |
| Перемога  | 1981 | Відкритий чемпіонат Австралії з тенісу | Трава    | Стів Дентон | 6–2, 7–6(7–1), 6–7(1–7), 6–4 |
| Перемога  | 1982 | Відкритий чемпіонат Австралії (2)      | Трава    | Стів Дентон | 6–3, 6–3, 6–2                |

## Фінали за кар'єру

### Одиночний розряд (14–13)
| Результат | Ранг | Дата | Турнір                                           | Покриття   | Суперник         | Рахунок                 |
| --------- | ---- | ---- | ------------------------------------------------ | ---------- | ---------------- | ----------------------- |
| Поразка   | 1.   | 1978 | Гартфорд, США                                    | Килим      | Джон Макінрой    | 2–6, 4–6                |
| Перемога  | 1.   | 1979 | Сарасота, США                                    | Килим      | Рік Маєр         | 7–6, 6–2                |
| Поразка   | 2.   | 1979 | Базель, Швейцарія                                | Тверде (i) | Браян Готтфрід   | 5–7, 1–6, 6–4, 3–6      |
| Поразка   | 3.   | 1980 | Франкфурт-на-Майні, Німеччина                    | Килим (i)  | Стен Сміт        | 6–2, 6–7, 2–6           |
| Поразка   | 4.   | 1980 | Стоу, США                                        | Тверде     | Боб Лутц         | 3–6, 1–6                |
| Перемога  | 2.   | 1981 | Monterrey WCT, Мексика                           | Килим (i)  | Вітас Ґерулайтіс | 7–6, 3–6, 7–6           |
| Поразка   | 5.   | 1981 | WCT Finals, Dallas                               | Килим (i)  | Джон Макінрой    | 1–6, 2–6, 4–6           |
| Перемога  | 3.   | 1981 | Ньюпорт, США                                     | Трава      | Генк Пфістер     | 3–6, 6–3, 7–5           |
| Перемога  | 4.   | 1981 | Відкритий чемпіонат Австралії з тенісу, Мельбурн | Трава      | Стів Дентон      | 6–2, 7–6, 6–7, 6–4      |
| Перемога  | 5.   | 1982 | Мемфіс, США                                      | Тверде (i) | Джон Макінрой    | 6–3, 3–6, 6–4           |
| Поразка   | 6.   | 1982 | Монтеррей, Мексика                               | Килим      | Джиммі Коннорс   | 2–6, 6–3, 3–6           |
| Перемога  | 6.   | 1982 | La Costa WCT, США                                | Тверде     | Роско Теннер     | 6–0, 4–6, 6–0, 6–4      |
| Перемога  | 7.   | 1982 | Відкритий чемпіонат Австралії, Melbourne         | Трава      | Стів Дентон      | 6–3, 6–3, 6–2           |
| Поразка   | 7.   | 1983 | Лос-Анджелес, США                                | Тверде     | Джін Меєр        | 6–7, 1–6                |
| Перемога  | 8.   | 1983 | Тампа, США                                       | Килим      | Боб Луц          | 6–2, 6–4                |
| Перемога  | 9.   | 1983 | Бристоль, Англія                                 | Трава      | Том Галліксон    | 7–6, 7–5                |
| Перемога  | 10.  | 1983 | Йоганнесбург, ПАР                                | Тверде     | Колін Даудесвелл | 6–4, 4–6, 1–6, 7–5, 6–3 |
| Поразка   | 8.   | 1984 | Boca West, США                                   | Тверде     | Джиммі Коннорс   | 5–7, 4–6                |
| Перемога  | 11.  | 1984 | Бристоль, Англія                                 | Трава      | Браян Тічер      | 6–7, 7–6, 6–4           |
| Перемога  | 12.  | 1984 | Лівінгстон, США                                  | Тверде     | Міхаель Вестфаль | 6–2, 6–4                |
| Перемога  | 13.  | 1985 | Лас-Вегас, США                                   | Тверде     | Джиммі Аріес     | 4–6, 6–3, 6–4, 6–2      |
| Поразка   | 9.   | 1985 | Лондон Queen's Club, Англія                      | Трава      | Борис Бекер      | 2–6, 3–6                |
| Поразка   | 10.  | 1985 | Сан-Франциско, США                               | Тверде (i) | Стефан Едберг    | 4–6, 2–6                |
| Перемога  | 14.  | 1987 | Лівінгстон, США                                  | Тверде     | Крістіан Сакіану | 7–6, 3–6, 6–2           |
| Поразка   | 11.  | 1988 | Скенектаді, США                                  | Тверде     | Тім Майотт       | 7–5, 3–6, 2–6           |
| Поразка   | 12.  | 1988 | Сан-Франциско, США                               | Тверде (i) | Майкл Чанг       | 2–6, 3–6                |
| Поразка   | 13.  | 1989 | Мемфіс, США                                      | Тверде (i) | Бред Гілберт     | 2–6, 2–6, ret.          |

### Парний розряд (8–7)
| Результат | Ранг | Дата | Турнір                     | Покриття   | Партнер                    | Суперники                                   | Рахунок                 |
| --------- | ---- | ---- | -------------------------- | ---------- | -------------------------- | ------------------------------------------- | ----------------------- |
| Перемога  | 1.   | 1980 | Richmond WCT, США          | Килим (i)  | Фріц Бунінг                | Браян Готтфрід Фрю Макміллан                | 3–6, 6–3, 7–6           |
| Поразка   | 1.   | 1980 | Сідней, Австралія          | Тверде (i) | Тім Галліксон              | Пітер Флемінг Джон Макінрой                 | 6–4, 1–6, 2–6           |
| Поразка   | 2.   | 1981 | Monterrey WCT, Мексика     | Килим      | Расселл Сімпсон (тенісист) | Кевін Каррен Стів Дентон                    | 6–7, 2–6                |
| Поразка   | 3.   | 1981 | Бристоль, Англія           | Трава      | Джон Остін (тенісист)      | Біллі Мартін Расселл Сімпсон                | 6–3, 3–6, 10–12         |
| Перемога  | 2.   | 1981 | Стоу, США                  | Тверде     | Ларрі Стефанкі             | Браян Готтфрід Боб Лутц                     | 2–6, 6–1, 6–2           |
| Перемога  | 3.   | 1982 | Forest Hills WCT, США      | Ґрунт      | Трейсі Делатт              | Дік Стоктон (тенісист) Ерік ван Діллен      | 6–3, 7–6                |
| Перемога  | 4.   | 1982 | Карлсбад (Каліфорнія), США | Тверде     | Фріц Бунінг                | Боб Луц Рауль Рамірес                       | 3–6, 7–6, 6–3           |
| Поразка   | 4.   | 1983 | Delray Beach WCT, США      | Ґрунт      | Ананд Амрітрадж            | Павел Сложил Томаш Шмід                     | 6–7, 4–6                |
| Поразка   | 5.   | 1983 | Лас-Вегас, США             | Тверде     | Трейсі Делатт              | Кевін Каррен Стів Дентон                    | 3–6, 5–7                |
| Перемога  | 5.   | 1983 | Forest Hills WCT, США      | Ґрунт      | Трейсі Делатт              | Кевін Каррен Стів Дентон                    | 7–6, 1–6, 6–1           |
| Поразка   | 6.   | 1983 | Бристоль, Англія           | Трава      | Том Галліксон              | Джон Александер Джон Фіцджеральд (тенісист) | 5–7, 4–6                |
| Поразка   | 7.   | 1983 | Стокгольм, Швеція          | Тверде (i) | Пітер Флемінґ              | Андерс Яррід Ганс Сімонссон                 | 6–7, 5–7                |
| Перемога  | 6.   | 1985 | Чикаго, США                | Килим (i)  | Яннік Ноа                  | Кен Флек Роберт Сегусо                      | 3–6, 4–6, 7–5, 6–1, 6–4 |
| Перемога  | 7.   | 1988 | Філадельфія, США           | Килим (i)  | Келле Евернден             | Кевін Каррен Дані Віссер                    | 7–6, 6–3                |
| Перемога  | 8.   | 1988 | Токіо, Японія              | Тверде     | Джон Фітцджералд           | Стів Дентон Девід Пейт                      | 6–4, 6–4                |

## Виступи в одиночних турнірах Великого шолома
| W | Ф | ПФ | ЧФ | #Р | КТ | К# | DNQ | A | NH |

|                                        | ПАР  | ПАР  | ПАР  | ПАР  | ПАР  | США  | США  | США  | США  | США  | США  | США  | США  | США  | США  | США  | США  | США  |        |       |
| Турнір                                 | 1977 | 1978 | 1979 | 1980 | 1981 | 1982 | 1983 | 1984 | 1985 | 1986 | 1987 | 1988 | 1989 | 1990 | 1991 | 1992 | 1993 | 1994 | SR     | В-П   |
| Відкритий чемпіонат Австралії з тенісу |      |      |      |      | 1981 | 1982 | ЧФ   | ПФ   | ЧФ   |      | 2р   | 2р   | 3р   |      |      |      |      |      | 2 / 8  | 25–6  |
| Відкритий чемпіонат Франції з тенісу   |      |      | 1р   |      |      |      |      |      |      | ПФ   | 1р   |      |      |      |      |      |      |      | 0 / 3  | 4–3   |
| Вімблдонський турнір                   |      | 2р   | 3р   | 3р   | ЧФ   | ЧФ   | 3р   | 4р   | 3р   | 2р   | 4р   | 1р   | 1р   |      | 1р   |      |      |      | 0 / 13 | 24–13 |
| Відкритий чемпіонат США з тенісу       |      | ЧФ   | ЧФ   | ПФ   | 3р   | 3р   | 4р   | 3р   | 2р   | 3р   | 3р   | 3р   | 1р   |      |      |      |      |      | 0 / 12 | 29–12 |
| В-П                                    | 0–0  | 5–2  | 6–3  | 7–2  | 12–2 | 12–2 | 8–3  | 9–3  | 6–3  | 7–3  | 5–4  | 3–3  | 2–3  | 0–0  | 0–1  | 0–0  | 0–0  | 0–0  | 2 / 36 | 82–34 |
| Рейтинг на кінець року                 | 278  | 27   | 35   | 18   | 13   | 12   | 15   | 13   | 14   | 23   | 48   | 39   | 52   | 413  | 274  | 1097 | 1178 | 861  |        |       |